# Turistická značená trasa 4875
 Turistická značená trasa 4875 je 13,5 km dlouhá zeleně značená trasa Klubu českých turistů v okresech Ústí nad Orlicí a  Šumperk spojující Dolní Moravu s hřebenem Hanušovické vrchoviny. Její převažující směr je jihovýchodní až jižní.

## Průběh trasy
Počátek turististické značené trasy 4875 je v místní části Dolní Moravy Horní Moravě na rozcestí s modře značenou trasou 1933 spojující oba hlavní hřebeny Králického Sněžníku. Trasa vede přibližně jižním směrem převážně bočními ulicemi Dolní Moravy, na okraji zástavby se stáčí k jihovýchodu a přes louku vede do lesíka s pěchotním srubem Československého opevnění K-S 5 U potoka. K němu je zřízena krátká rovněž zeleně značená odbočka. Trasa 4875 pokračuje dále přes louky jihovýchodním směrem a postupně klesá do Malé Moravy a dále zástavbou po hlavní místní komunikaci do údolí řeky Moravy. U přechodu přes silnici II/312, železniční trati Dolní Lipka – Hanušovice i samotné řeky se nachází rozcestí s modře značenou trasou 2209 spojující Sušinu v Králickém Sněžníku s Jeřábem v Hanušovické vrchovině s níž vede v počátku v krátkém souběhu. Trasa 4875 poté stoupá jižním směrem do svahů Hanušovické vrchoviny po silnici přes Vysoký Potok až do serpentin na jeho horním konci. Poté vede dál střídavě po pokračující účelové komunikaci, střídavě si serpentiny zkracuje lesními pěšinami. Končí na rozcestí poutního místa u kaple Nejsvětější Trojice. Rozcestí zde je výchozím bodem pro červeně značené trasy 0605 do Hanušovic a 0607 do Štítů, dále zde prochází rovněž i již výše zmíněná modře značená trasa 2209 a žlutě značená trasa 7811 z Králík do Bohdíkova.

## Historie
Dříve byl vyznačen druhý úsek od mostu přes Moravu v Malé Moravě ke kapli Nejsvětější Trojice, později první úsek z Dolní Moravy.

## Turistické zajímavosti na trase
- Ski areál Dolní Morava
- Ski areál Větrný vrch
- Památná Lípa v Dolní Moravě
- Kostel svatého Aloise v Dolní Moravě
- Sousoší svatého Jana Nepomuckého v Dolní Moravě
- Socha svatého Jana Nepomuckého na okraji Dolní Moravy
- Pěchotní srub K-S 5 U potoka
- Naučná stezka K-S 5
- Linie lehkého opevnění vzor 37
- Muzeum Malá Morava
- Kostel Nanebevzetí Panny Marie v Malé Moravě
- Řeka Morava v Malé Moravě
- Památné lípy ve Vysokém Potoce
- Kaple Nejsvětější Trojice nad Vysokým Potokem
- Lichtenštejnský jubilejní kámen v aleji před kaplí Nejsvětější Trojice